# Genova
Genova (latin: Genua) er en havneby i Norditalien, der har et indbyggertal på 583.601 (2017). Byen er hovedstad i regionen Ligurien og desuden Italiens største industrihavn.
Byen er hjemsted for fodboldklubberne Sampdoria og Genoa C.F.C., der er Italiens ældste aktive fodboldklub.

## Historie
Den 14. august 2018 omkring kl. 11:30 kollapsede et stykke på ca. 209 m af vejbroen Ponte Morandi.